# Clootie Dumpling

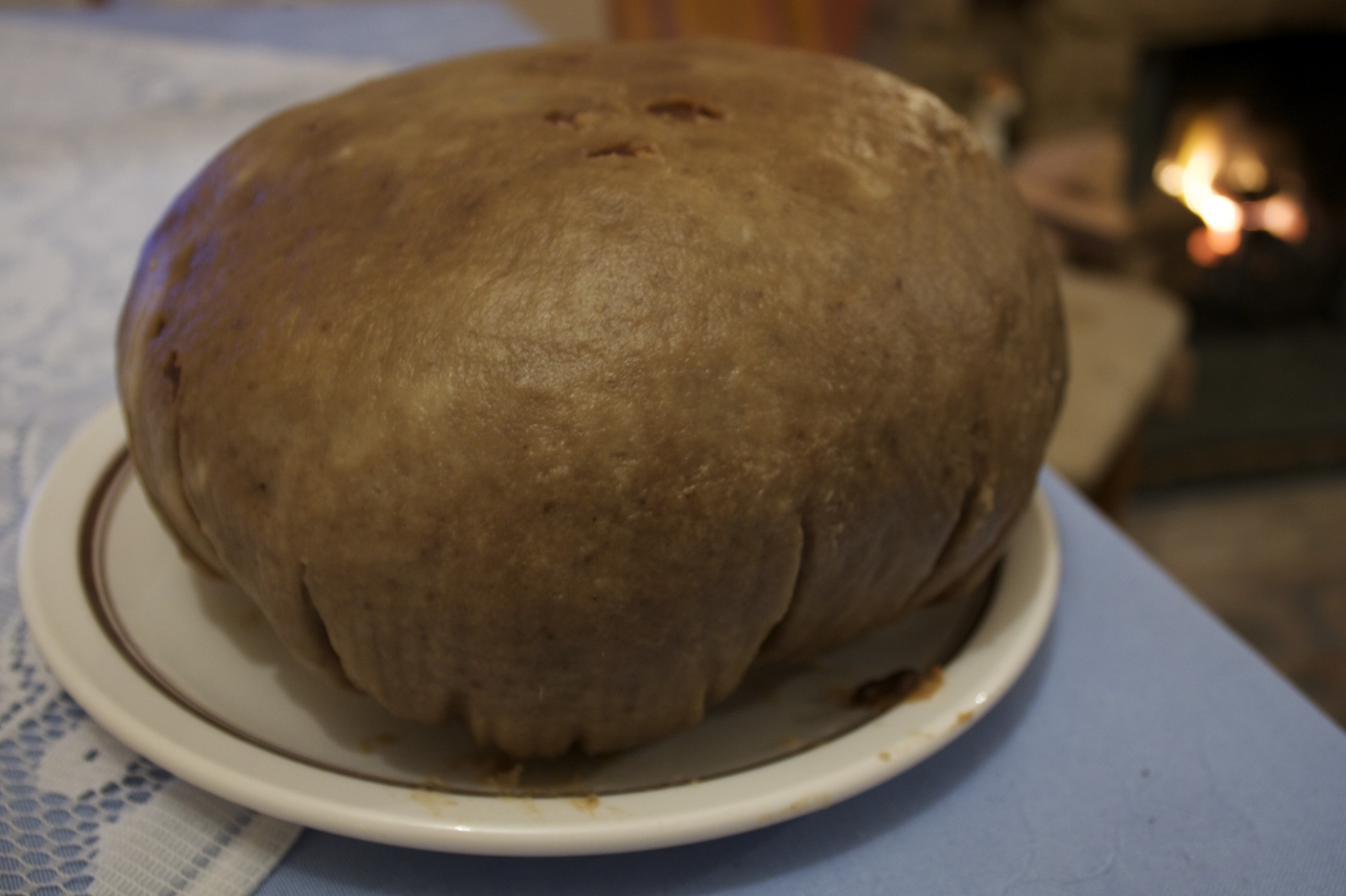
Clootie dumpling

Clootie Dumpling é um pudim de farinha de aveia com frutas secas e especiarias, cozido dentro dum pano ou “cloot”, tradicional na culinária da Escócia e servido muitas vezes nos Burns Suppers.
Mistura-se farinha de trigo com fermento e banha ou sebo, junta-se farinha de aveia ou pão ralado, açúcar, frutas secas, gengibre, noz moscada e canela moídos, ovos inteiros e xarope de cana ou outro; acrescenta-se leite apenas para a mistura ficar leve. Prepara-se um pano, passando-o por água a ferver e depois cobrindo-o com farinha; coloca-se a mistura no pano e fecha-se, deixando espaço para a massa crescer. O “embrulho” é então colocado numa panela com água a ferver em fogo brando, sobre um pires virado para a água não borbulhar; o pudim fica a cozer durante 3-4 horas e a seguir é desembrulhado e arrefecido. Pode ser consumido imediatamente, ou mais tarde, mas normalmente quente ou aquecido.
Para além dos Burns Suppers, este doce é também uma tradição do Natal e, por vezes, era cozido com moedas ou outros “brindes”, para serem encontrados pelas pessoas que o comessem; e além do Natal, faz também parte da tradição do "Ald Eers Day" Hogmany, que era o dia em que se trocavam presentes.